# Friedrich Spee
Friedrich Spee (n. 25 februarie 1591, Düsseldorf-Kaiserswerth - d. 7 august 1635, Trier) a fost un scriitor iezuit german, critic al proceselor vrăjitoarelor. 

## Studiile
La vârsta de 19 ani a intrat în noviciatul iezuiților din Trier. La scurt timp a izbucnit în oraș o epidemie de ciumă, motiv pentru care s-a refugiat la Fulda, unde a depus în anul 1612 jurămintele călugărești. Între 1612–1615 a studiat filosofia la Würzburg. Dorința sa de a deveni misionar în India a fost refuzată în anul 1617 de superiorii săi. Începând cu 1617 a predat filosofia ca asistent la colegiul iezuiților din Speyer.
După absolvirea studiilor de teologie pe care le-a urmat între 1619–1623 la colegiul iezuit din Mainz, a fost hirotonit preot în Domul din Mainz în data de 28 martie 1623. Între 1623–1626 a fost docent la universitatea iezuiților din Paderborn.

## Critica proceselor vrăjitoarelor

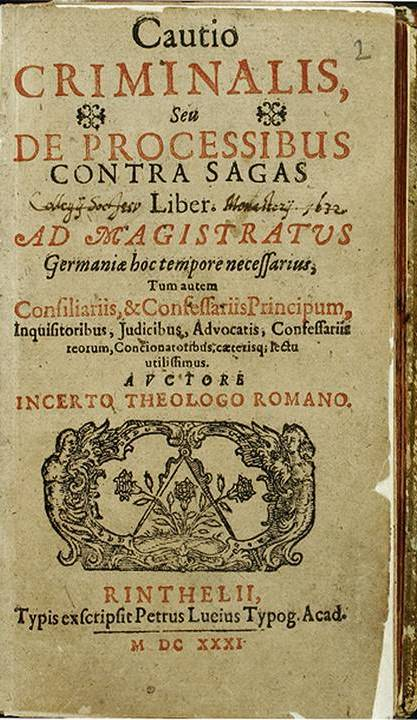
Prima ediție a Cautio Criminalis (1631)

De-a lungul studiilor sale a avut ocazia să observe mai multe procese de vrăjitorie, desfășurate în vremea respectivă la Köln, Trier, Würzburg, Mainz, Speyer și Paderborn. Contrar opiniei juridice comune în vremea respectivă, a fost primul care a pus sub semnul întrebării folosirea torturii ca instrument al găsirii adevărului. De aici el a derivat presupunerea îndrăzneață pe atunci că femeile suspectate sunt nevinovate, deși își recunoscuseră vinovăția, dar sub tortură. Faptul că el este 
autorul scrierii respective nu a rămas necunoscut în ordinul iezuit, motiv pentru care a fost amenințat cu demiterea din ordin. Cu toate acestea, rezultatele cercetărilor mai recente sugerează că a doua ediție a „Cautio Criminalis” a fost publicată un an mai târziu, în 1632, cu aprobarea guvernului provincial iezuit.

## Galerie de imagini

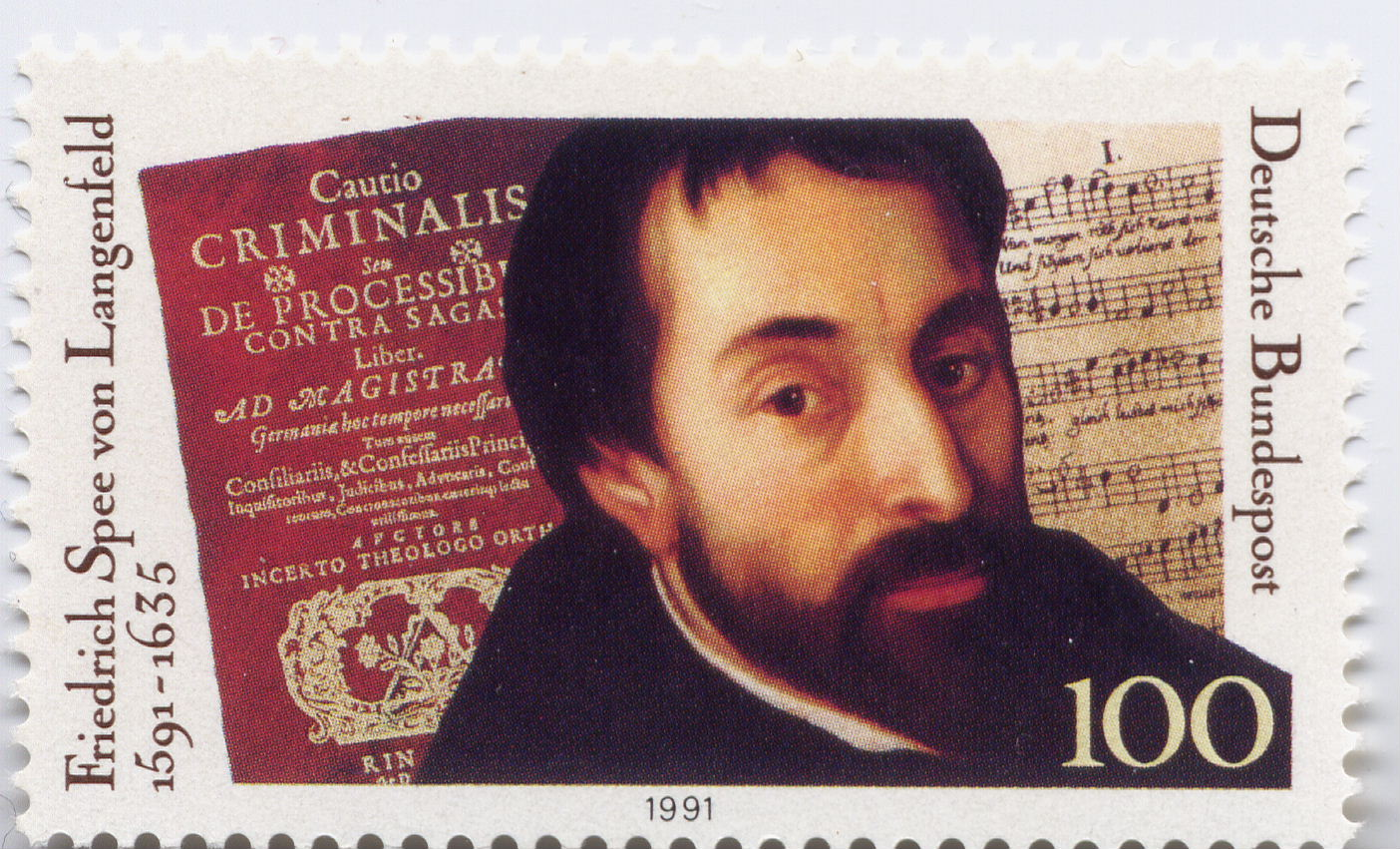
Marcă poștală editată cu ocazia împlinirii a 400 de ani de la nașterea lui Friedrich Spee
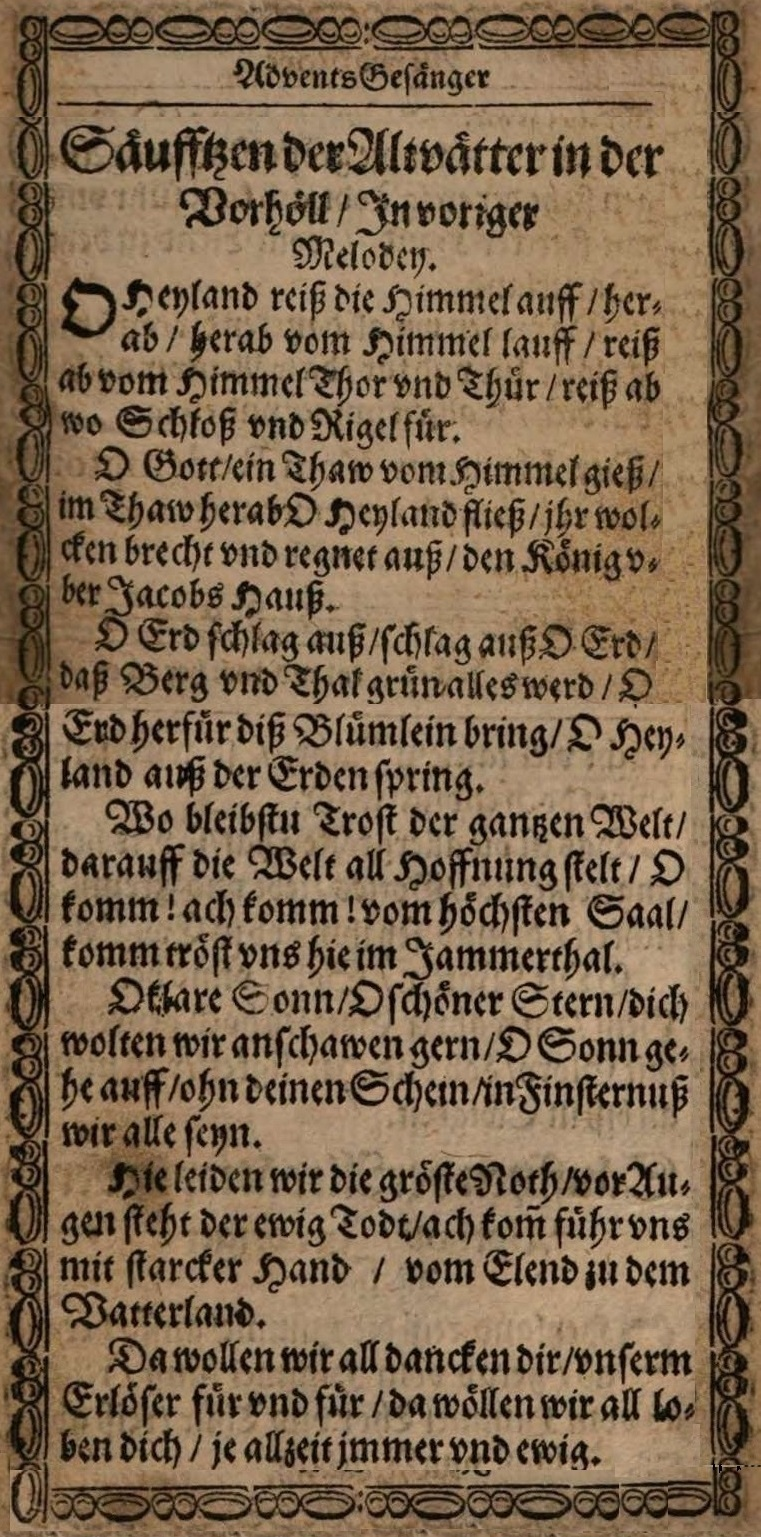
Ediția princeps a colindului O Heiland, reiß die Himmel auf (Würzburg, 1630)